# بروس هايد
بروس هايد (بالإنجليزية: Bruce Hyde)‏ هو عداء المسافات المتوسطة وعازف قيثارة ومغني أمريكي، ولد في 1986.